# Nevergreen
Nevergreen est un groupe hongrois de metal gothique, originaire de Szeged, Csongrád.

## Biographie
Le groupe est formé en 1994 par Bob Macura et Matláry Miklós. Plus tard cette année, ils participent au Marlboro Rock In 1994, un concours de talents dans lequel le groupe atteint la deuxième place et reçoit le grand prix : un contrat avec le label Polygram. La même année, ils publient leur premier album studio, Game Over, orienté doom gothique. L'album fait participer Dula Sándor à la guitare et Sipos Balázs à la batterie.
En 2004, Nevergreen annonce une pause après dix ans d'existence, pendant un certain temps. Seuls les deux fondateurs, Matláry Miklós et Bob Macura restent, mais se consacrent à d'autres projets parallèles (Ámok, Green Division, Kreaton). Le groupe se reforme en 2007. Cette même année, ils publient un nouvel album studio intitulé Erős mint a halál.
En novembre 2013, le groupe publie la vidéo lyrique de son titre Eye for an Eye tiré de son futur album. En 2014 sort l'album Vendetta.

## Membres

### Membres actuels
- Slobodan « Bob » Macura - guitare basse, chant
- Kovács Tamás - batterie
- Matláry Miklós - claviers
- Nenad Nedeljkovic - guitare rythmique

### Anciens membres
- Endre Szabó - batterie
- Gajda Ferenc - batterie
- Sipos Balázs - batterie
- Glaug Iván - guitare
- Ruszity Vladimir - guitare
- Dula Sanci - guitare
- Vejin Miroslav - guitare
- Simon Valentina - chœurs féminins
- Szabolcs Erős - guitare

## Discographie

### Albums studio
- 1994 : Game Over
- 1996 : Az éj szeme
- 1999 : Ámok
- 2001 : Új sötét kor
- 2002 : Ezer világ őre
- 2004 : Ősnemzés
- 2007 : Erős mint a halál
- 2009 : Új birodalom
- 2012 : Karmageddon
- 2014 : Vendetta
- 2017 : Monarchia
- 2024 : Harag és remény

### Album live
- 2003 : Mindörökké

### Compilations
- 2003 : Ab Ovo...
- 2011 : Imperium

### Splits
- 1999 : Let the Hammer Fall